# Esther San Miguelová
Esther San Miguel-Busto (* 5. březen 1975 Burgos, Španělsko) je bývalá reprezentantka Španělska v judu.

## Sportovní kariéra
S judem začínala v pěti letech v Burgos. Později se v 19 letech přesunula do Madridu, kde spolupracovala se Sacramento Moyanovou. V posledních sezónách své kariéry se připravovala v Alicante. Je vyučenou kadeřnicí.
V roce 1998 proměnila svojí premiéru na mistrovství Evropy ve zlatou medaili. V dalších letech však svojí rychle vydobytou pozici neobhajovala. Olympijské hry v Sydney v roce 2000 se jí nevydařily a nominaci na olympijské hry v Athénách v roce 2004 si dokonce musela tvrdě vybojovat proti mladší krajance Raquel Prieto.
V roce 2007 laborovala s kolenem a nemohla tak s předstihem zajistit účastnické místo pro svoji zemi na olympijských hrách v Pekingu. V roce 2008 si však s přehledem účast v Pekingu zajistila a podařilo se jí optimálně vyladit formu. Dostala se až do semifinále, kde nestačila na lépe připravenou domácí Číňanku Jang Siou-li. V souboji o bronz se utkala s Francouzkou Possamai a minutu před koncem se ujala vedení na juko po seoi-nage. V poslední minutě však hrubě chybovala při ko-uči-gari, nechala se kontrovat za wazari a musela se spokojit s 5. místem.
V roce 2009 získala po 11 letech svůj druhý titul mistryně Evropy, ale její vrcholovou kariéru ukončilo na konci sezony vážné zranění boku (kyčle).

## Výsledky
| Turnaj             | 1992           | 1993           | 1994           | 1995           | 1996           | 1997           | 1998           | 1999           | 2000           | 2001           | 2002           | 2003           | 2004           | 2005           | 2006           | 2007           | 2008           | 2009           |
| Turnaj             | 17             | 18             | 19             | 20             | 21             | 22             | 23             | 24             | 25             | 26             | 27             | 28             | 29             | 30             | 31             | 32             | 33             | 34             |
| Turnaj             | polotěžká váha | polotěžká váha | polotěžká váha | polotěžká váha | polotěžká váha | polotěžká váha | polotěžká váha | polotěžká váha | polotěžká váha | polotěžká váha | polotěžká váha | polotěžká váha | polotěžká váha | polotěžká váha | polotěžká váha | polotěžká váha | polotěžká váha | polotěžká váha |
| ------------------ | -------------- | -------------- | -------------- | -------------- | -------------- | -------------- | -------------- | -------------- | -------------- | -------------- | -------------- | -------------- | -------------- | -------------- | -------------- | -------------- | -------------- | -------------- |
| Olympijské hry     | —              |                |                |                | —              |                |                |                | úč.            |                |                |                | úč.            |                |                |                | 5.             |                |
| Mistrovství světa  |                | —              |                | —              |                | —              |                | 7.             |                | 7.             |                | 3.             |                | úč             |                | —              |                | 5.             |
| Mistrovství Evropy | —              | —              | —              | —              | —              | —              | 1.             | 5.             | 7.             | úč.            | —              | —              | 3.             | —              | 3.             | 3.             | 3.             | 1.             |
| ME juniorů         | 3.             | 3.             |                |                |                |                |                |                |                |                |                |                |                |                |                |                |                |                |